# 小行星9782
小行星9782（9782 Edo）是一颗绕太阳运转的小行星，为主小行星带小行星。该小行星于1994年11月25日发现。

## 轨道参数
小行星9782的轨道半长轴为2.5575125 UA，离心率为0.156。